# Samo Glavan
Samo Glavan (nekdaj znan kot Dušan Uršič), slovenski kantavtor, radijec in podjetnik, *26. november 1960, Ljubljana.
Samo Glavan je v javnosti znan kot ustanovitelj Radia Dur in nekaterih drugih manjših radijskih postaj. Zadnja leta se promovira, kot sam pravi, kot »edini domobranski kantavtor«, ki predstavlja avtorsko glasbo za »pripadnike slovenske manjšine v Sloveniji«. Velja za zapriseženega svobodomisleca in politično nekorektnega misleca, zaradi česar je, kot opozarja, ves čas v boju z mlini na veter in se zato le poredkoma pojavlja v medijih. V svojih javnih nastopih, med drugim na družbenih omrežjih, je še zlasti kritičen do »balkanizacije« Slovenije, ne samo na področju glasbe, ampak tudi v medijih, v jeziku ter v politiki. V zvezi s tem je znan njegov izvirni izraz »slofurija«, s katerim namiguje na »čefurizirano Slovenijo«. Je velik poznavalec zgodovine zabavne glasbe preteklega stoletja, ki jo že dolga leta predstavlja v svoji avtorski oddaji »Nekoč yeah bila Glasba«.

## Življenje in delo

### Prvi začetki
Večji del mladosti je preživel na Brodu pod Šmarno goro. Po šolanju na Gimnaziji Šentvid v sedemdesetih letih se je, kot je povedal v intervjujih, vse bolj začel ozaveščati stanje tedanje družbe in razvil držo pasivnega odpora skozi glasbeno ustvarjanje. Zanimalo ga je delo na radiu in že v začetku osemdesetih se je prebil na Radio glas Ljubljane (RGL), kjer ga je novinar Primož Hieng, s katerim sta igrala skupaj v tamburaškem ansamblu Folklorne skupine Emona, decembra 1981 povabil tudi na snemanje prve svoje skladbe »Jožkoti in njihovi nasledniki, ali na napakah se učimo«. Posnel jo je sam ob spremljavi kitare. Skupaj s to skladbo je posnel tudi skladbo »Usmerjenčki«, ki je izražala kritiko tedanje politike usmerjenega izobraževanja. S pomočjo glasbenega redaktorja Radia Glas Ljubljane Toma Pirca je posnetek poslušal tudi urednik tedanje Založbe kaset in plošč RTV Ljubljana Ivo Umek. Sledilo je novo snemanje »Jožkotov«, tokrat v Studiu 14 s profesionalnimi glasbeniki iz Plesnega orkestra ljubljanskega radia (zdaj Big Band RTV Slovenija), med katerimi je imel glavno vlogo aranžer in skladatelj Milan Ferlež – Žajfek, producent pa je bil Dečo Žgur. Milan Ferlež je kasneje napisal aranžma za omenjeno skladbo v slogu dixielanda. Obe skladbi, tako »Jožkoti« kot »Usmerjenčki« sta bili izdani mali (singel) plošči, ki je izšla leta 1982.
Za mladega Dušana Uršiča je ta začetek ustvarjanja pomenil tudi obogatitev glasbene izkušnje in razširitev navdušenja nad zvrstmi, kot so swing, dixieland in blues. A v tistem času se pravzaprav še ni zavedal, da je s svojimi besedili dejansko zaobšel sicer strogo oblastno cenzuro – morda zato, ker cenzorji teh besedil v glavnem (še) niso razumeli. Po prihodu s služenja vojaškega roka v JLA leta 1985, kjer je za svoj odpor proti socializmu in balkanizaciji dobil potrditev »v živo«, pa so se stvari spremenile: medtem ko se je na Slovenskem že uveljavljal »socializem s človeškim obrazom« in naj bi se družbeni prostor odpiral, pa se je prostor delovanja za Dušana Uršiča začel zoževati, saj so uredniki očitno začeli doumevati poante njegovih besedil.
Istega leta, ko se je vrnil iz JLA, je sicer začel z novo službo na Valu 202 v okviru Radia Ljubljana (danes Radio Slovenija) in se pridružil tudi satirični skupini Moped Show, ki jo je vodil Tone Fornezzi-Tof. Kot je priznal kasneje, je Moped Show zapustil kmalu po spoznanju o "Fornezzijevem agitatorskem poslanstvu". Štiri leta kasneje se je na povabilo bivšega sodelavca iz Radia Glas Ljubljane Dušana Roglja znašel na tedaj na novo ustanovljenem radiu Kranj. Leta 1993 pa je bil glavni akter postavitve ene prvih zasebnih radijskih postaj v Sloveniji, tj. Radia Hit, ki mu je tudi nadel ime. V tistem času je imel že posnetih lepo število posnetih skladb, s katerimi pa ni prodrl na radijske postaje. Tako od njih razumljivo ni mogel živeti, založnika pa tudi ni bilo, sodelovanje pri radijskih postajah pa mu ni prinašalo svobode duha, ki si jo je želel.

### Radio Dur, prva kaseta in prva zgoščenka
Prvega aprila 1995 je zato zaživel njegov povsem lasten radijski projekt – Radio Dur. S frekvenco 103,4 MHz in zgolj stovatnim oddajnikom na Šmarni gori je novi radio ponudil za slovenski medijski prostor povsem novo glasbeno in zvočno podobo, kar se je poznalo tudi pri izbiri moderatorjev programa, vmesnih duhovitih domislic, ki so poslušalce opozarjale, da poslušajo prav posebno radijsko postajo, pa tudi zvoki kukavice ob vsaki polni uri, ko so bile na vrsti novice (»Zgolj v vednost in ravnanje«), glasbeno podlago in "retro" obliko spletne strani.. Pa tudi z oddajami, kot denimo »Nekoč yeah bila Glasba«, »Za to so se boril’«, »Usac gamal zoc virki«, »Še pomnite, gospe in gospodje?«, »Glasbena paberkovanja«,  pa seveda tudi s številnimi rekreativnimi akcijami (MigiDur). Radio je najprej oddajal iz studia v Šmartnem pod Šmarno goro, nato iz Verja pri Medvodah. Radio Dur je leta 1999 pridobil še frekvenco 107,4 MHz (Sv. Jošt nad Kranjem – pozneje preseljeno na Ravni-Valvazor nad Žirovnico) in s tem povečal svojo poslušanost, studio pa se je nato preselil v ljubljanski Citypark. Naslednja pridobljena frekvenca je bila 106,1 MHz na Javorniku nad Črnim vrhom v letu 2006, šmarnogorska frekvenca pa je bila na zahtevo Hrvaške oz. njenega nacionalnega radia (103,5 MHz), spremenjena na 103,3 MHz. Poanta radia Dur je bila razmeroma malo govorjenja (do največ dve minuti med dvema skladbama) ter veliko glasbe. V tematskih oddajah, ki so denimo trajale po eno uro, je bilo govorne vsebine skupaj največ 20 minut. Posebnost novic je bila tudi ta, da nikoli niso bile komentirane in so prepuščale poslušalcem, da so si o povedanem ustvarili svoje mnenje, kar se je skladalo s težnjo Uršiča kot urednika, da ustvarja "demokratični program za demokratično družbo".
Že leto dni po ustanovitvi Radia Dur je sledil izid prve samostojne kasete s pomenljivim naslovom »Pojezija«. Kaseta je izšla v samozaložbi in je vsebovala dvanajst skladb, ki do tedaj še niso izšle na nosilcu zvoka – na strani A: »Pogreb«, »Zabloda«, »Obup«, »Klovni«, »Šahist«, »Sm-rdeča«; na strani B: »Mojstri«, »Banda«, »Butalci«, »Slovenci«, »Nimamo«, »Svoboden«. Ovitek kasete je bil obogaten z zanimivo zgodbo ter pripisom »Hvala za vse, česar niste storili za nas« - zapis je bil namenjen, kot pravi avtor, stari politični nomenklaturi, ki je znova restavrirala komunistični sistem pod demokratično preobleko.
Štiri leta kasneje, to je leta 2000, vse te skladbe izidejo tudi na prvi zgoščenki, ki zaradi razumljivih razlogov spet izide v samozaložbi, le da zgoščenka nosi naslov »Nekaj resnic in drugih laži«. K tem skladbam sta dodani tudi prvi dve veliki uspešnici: »Jožkoti« (v dixieland verziji) in »Usmerjenčki«, pa tudi novejše skladbe »Omejen«, »Hlapci« in »Kretenizacija«. V primerjavi s kaseto je skladba »Klovni« dobila novo besedilo in nov naslov »Jastrebi«, skladba »Nimamo« pa je bila tudi tekstovno nekoliko popravljena. 
Vse te posnete skladbe so seveda nastajale v petnajstih letih ob pomoči glasbenih prijateljev. Aranžmaje za skladbe sta pisala Jože Hauko (sicer baskitarist) ter sedaj že pokojni Milan Ferlež. V priložnostnem orkestru, ki je te skladbe posnel, najdemo kar nekaj znanih glasbenih imen: Lojze Krajnčan, Hugo Šekoranja, Primož Grašič, Martin Žvelc... Nekateri med njimi so že pokojni, kot denimo že omenjeni Milan Ferlež, pozavnist in tubist Alojz Bezgovšek, bobnar Mišo Gregorin, trobentač Petar Ugrin in pianist Silvester Stingl ... Skladbe so bile v tem petnajstletnem obdobju posnete v Studiu 14 in Studiu 26 na RTV Slovenija ter v studiu Metro. Pomanjkanje finančnih sredstev ter dejstvo, da so se založbe izogibale izdajanju plošč s tako vsebino, sta tudi pripomogla, da je prva samostojna zgoščenka Dušana Uršiča alias Sama Glavana izšla tako pozno. Kasneje je zgoščenka doživela ponatis v novi obliki in sicer kot prva polovica dvojne zgoščenke "Prezrto", ki je izšla leta 2020.

### Konec radia Dur ter izid dvojne zgoščenkePrezrto
Radio Dur, ki je sicer uspešno oddajal 16 let, je zaradi težav z oglaševanjem doživel travmatičen konec leta 2011, ohranil pa se je na spletu, kjer še vedno oddaja. Istega leta se je Dušan Uršič tudi dokončno odpovedal svojemu staremu imenu in priimku in je postal Samo Glavan. Leto 2012 pa pomeni tudi nov začetek njegovega glasbenega ustvarjanja. Tistega leta je namreč nastopil tudi na prireditvi »Slovenski šanson« in predstavil za RTV Slovenija prilagojeno, politično korektno različico svoje skladbe »Multi kult«, ki jo je v svoji izvirni različici izdal na plošči leta 2020. Znova so se začela snemanja skladb, ki so nastajale, vsaj po tekstovni plati, kot odziv na aktualno dogajanje, po glasbeni plati pa so odsevale Glavanovo sodelovanje v Dixie Šok Bandu. Kot pojasnjuje na svoji spletni strani, je bilo besedilo pesmi "Čuden patron" izvirno narejeno za pesem Minnie The Moocher, ki ga omenjeni bend nikoli ni preigraval, pri pesmi "Moja punca" pa ga je inspirirala skladba "My Baby Just Cares For Me". Že v vmesnem času je izdal zgoščenko, na kateri je bilo nekaj starih in nekaj novih skladb. V letu 2020 je tako na drugi od svoje dvojne zgoščenke »Prezrto« - imenoval jo je »Prezrti prezir« - zbral 17 svojih novejših skladb, ki so nastale od leta 2012 naprej: »Čuden patron«, »Moja punca«, »Naša drugačnost«, »Nov dan«, »Ventilatorska pesem«, »Kosovirji lahko«, »Napačni način«, »Sprava odpade«, »Vrednote genocida«, »Zgodovina obstoja«, »Tujerodna invazija«, »Multi kult«, »Plus minus«, »Vrhunec stvarstva«, »Načelna oseba«, »Moja domovina«, »Pagat ultimo«. Pri nastanku teh skladb, ki so bile večinoma posnete v studiu Primoža Grašiča v Škofji Loki, so glasbeno sodelovali še Gregor Forjanič (aranžmaji, klaviature), Primož Grašič (kitare), Aleš Rendla (bobni in tolkala), Aleš Avbelj (bas kitara, kontrabas) in Blaž Jurjevčič (klavir in klaviature), poleg njih pa v nekaterih pesmih še nekaj instrumentalnih solistov: pihalcev in trobilcev.
Kot njegovo novejši glasbeni opus ocenjuje novinar tednika Demokracija Gašper Blažič, dokaj pesimističen ton svojih skladb, ki jih zaključi skladba »Pagat ultimo« na zgoščenki »Prezrti prezir«, narekuje predvsem njegova večna borba z mlini na veter ter številna razočaranja, ki jih je doživel, ko je hotel kot ekspert za radijsko produkcijo pomagati pri uveljavljanju vrednot domoljubja, vendar da so nanj naslavljali očitke po lovu na denar tisti, ki naj bi imeli sami takšne namene. V času, ko je obstajal Odbor 2014 v podporo Janezu Janši, je svoje skladbe predstavljal tudi na zborovanjih pred ljubljanskim sodiščem. Sodeloval je tudi pri ustanavljanju novega medijskega projekta Nova24TV ter pri projektu Novi radio, ki pa ni zaživel, kasneje pa pri projektih A-radio ter Odprti radio. V novejšem času se ukvarja predvsem z radijskimi oddajniki ter tehniko DAB+.
Viri:
Spletna stran Sama Glavana www.kantavtor.sg
Spletna stran (RadiaDur) Retro radia www.retro.sg
Uršič, D.: Pojezija, samozaložba 1996 (kaseta)
Uršič, D.: Nekaj resnic in drugih laži, samozaložba 2000 (zgoščenka)
Glavan S.: Prezrto, samozaložba 2020